# 뿔조개
뿔조개는 굴족강의 뿔조개목에 속하는 연체동물의 총칭이다. 길이는 10cm, 너비는 7.5mm 정도로 껍데기는 뿔 모양이고 빛깔은 흰색이며, 각구는 황등색이다. 수심 30 ~ 100m 깊이의 가는 모래질 속에서 산다. 살은 맛이 없어 먹을 수 없으며, 껍데기는 세공용, 파이프 등의 재료로 사용된다. 대한민국, 일본 등지에 분포한다.

## 하위 분류
- Anulidentaliidae
- Calliodentaliidae
- 뿔조개과 (Dentaliidae)
- Fustiariidae
- Gadilidae
- 가는뿔조개과 (Laevidentaliidae)
- Omniglyptidae
- Rhabdidae